# Nochebuena con Alejandro Sanz
Concierto Navidad para TVE "Nochebuena con Alejandro Sanz", fue un programa especial que tuvo como protagonista al cantautor español Alejandro Sanz. Producido por TVE y Warner Music. 

## Historia
Alejandro Sanz grabó éste concierto el 3 de diciembre de 1995 y en el cual interpretó temas de sus 3 primeras producciones. Asimismo contó con la participación del grupo Presuntos Implicados, el guitarrista español: Paco de Lucía, y los actores españoles Silvia Abascal, Lucas Martín y Fernando Valverde, quienes fueron presentadores de dicho especial. Este concierto fue producido por TVE y fue transmitido el domingo 24 de diciembre de 1995 en Cadena Nacional, acompañada con una entrevista al cantante. Este especial nunca se lanzó en VHS ni en DVD y sólo se puede encontrar en la página de videos YouTube.

## Lista de canciones
- Quiero Morir En Tu Veneno
- Por Bandera
- Poesía (dedicada a Silvia Abascal)
- Mi Soledad Y Yo
- Pisando Fuerte
- Mi Primera Canción (dueto con Soledad Giménez y Paco de Lucía)
- Bulerías de Manuel (dueto con Pepe y Paco de Lucía)
- Si Tú Me Miras
- La Fuerza del Corazón
- Los Ves
- Noche De Paz

### Extras
- Entrevista a Alejandro Sanz

## Artistas invitados
- Silvia Abascal - Actriz
- Paco de Lucía – Guitarrista
- Pepe de Lucía – Guitarrista
- Juan Luis Giménez - Presuntos Implicados
- Soledad Giménez - Presuntos Implicados
- Nacho Mañó - Presuntos Implicados
- Lucas Martín - Actor
- Fernando Valverde – Actor
- Mónica Sánchez - Bailarina